# آئودی کواترو
آئودی کواترو (Audi Quattro) خودرویی است که در سال‌های ۱۹۸۰ تا ۱۹۹۱در آلمان تولید شده‌است. طراحی آن موتور جلو و خودرو چهار چرخ محرک بوده طول آن در حالت طبیعی ۴٬۴۰۴ میلیمتر (۱۷۳٫۴ اینچ) است. سیستم جعبه‌دندهٔ آن ۵ دنده به صورت دستی است.